# TPMR
 (décembre 2013).
Un TPMR désigne un véhicule pour le transport des personnes à mobilité réduite, adapté à celles se déplaçant en fauteuil roulant afin de leur permettre d'y entrer et de voyager en sécurité tout en restant dans leur siège.
Ce type de véhicule pour handicapés est équipé d'une rampe électrique ou manuelle et, éventuellement, d'un élévateur pour faciliter les échanges (montée/descente).
Il comporte des arrimages pour les fauteuils ainsi que des ceintures de sécurité pour les personnes.